# بترا مولر
بترا مولر (بالألمانية: Petra Schersing)‏ (و. 1965  م) هي منافسة ألعاب القوى من ألمانيا، وألمانيا الشرقية، ولدت في كفيدلينبورغ، شاركت في ألعاب قوى في الألعاب الأولمبية الصيفية 1988 – سيدات 400 متر ‏، وألعاب قوى في الألعاب الأولمبية الصيفية 1988 – سيدات 4 × 400 متر تناوب ‏.

## جوائز
حصلت على جوائز منها:

وسام الاستحقاق الوطني الفضي

## روابط خارجية
- بترا مولر على موقع الاتحاد الدولي لألعاب القوى (الإنجليزية)
- بترا مولر على موقع أوليمبيديا (الإنجليزية)